# Psilorhynchus balitora
Psilorhynchus balitora är en fiskart som först beskrevs av Hamilton 1822.  Psilorhynchus balitora ingår i släktet Psilorhynchus och familjen Psilorhynchidae. IUCN kategoriserar arten globalt som livskraftig. Inga underarter finns listade i Catalogue of Life.